# Petrus Martinus Maria van der Weijden
Petrus Martinus Maria van der Weijden (Nieuwkoop, 23 mei 1905 – Leende, 14 april 1970) was een Nederlands bestuurder.
Hij werd geboren als zoon van Petrus Adrianus Thomas van der Weijden (1863-1946; veenman en vanaf 1919 burgemeester van Nieuwkoop) en Johanna Anthonia van Bemmel (1864-1942). Hij was volontair bij de gemeentesecretarie van Zoetermeer-Zegwaart en daarna volontair bij de gemeentesecretarie van Nieuwkoop. Rond 1925 werd hij daar benoemd als ambtenaar. Eind 1931 volgde hij zijn gepensioneerde vader op als burgemeester van Nieuwkoop. In 1952 werd hij benoemd tot burgemeester van Noordwijkerhout waarna zijn neef Martien van der Weijden hem opvolgde als burgemeester van Nieuwkoop. Vanwege gezondheidsproblemen vroeg P.M.M. van der Weijden eind 1967 ontslag aan en begin 1968, ongeveer twee jaar voordat hij de pensioengerechtigde leeftijd zou bereiken, eindigde na ruim 36 jaar zijn burgemeesterschap. Van der Weijden ging in Leende wonen waar hij in 1970 op 64-jarige leeftijd overleed.